# Gårdsjö station
Gårdsjö station är en järnvägsstation längs Västra stambanan där Kinnekullebanan ansluter, belägen i Gårdsjö, Gullspångs kommun. Gårdsjö uppstod som lastplats år 1883,  kombinerad hållplats och lastplats 1896 och upphöjdes till fullständig station 1907. Stationshuset flyttades från Kumla station till Gårdsjö 1907 och revs i november 2007.
Som ett villkor för Västergötland–Göteborgs Järnvägars (VGJ) köp av Mariestad–Kinnekulle Järnvägar var att man skulle förlänga banan till Gårdsjö station. Köpet genomfördes den 22 augusti 1908 och samma år började byggnationen på den 39 kilometer långa förlängningen som kom att invigas 1 januari 1910. Detta innebar att VGJ:s huvudlinje sträckte sig från Göteborg Västgöta till Gårdsjö station, denna 223 kilometer långa linje kom att utgöra ryggraden i det smalspåriga järnvägsnätet i Västergötland med spårvidd 891 mm.